# Rotari (okręg Vaslui)
Rotari – wieś w Rumunii, w okręgu Vaslui, w gminie Puiești. W 2011 roku liczyła 156 mieszkańców.